# Перемога (Покровський район)
Перемога (до 2025 року — Побєда) — село в Україні, у Мар'їнській міській територіальній громаді Покровського району Донецької області. У селі мешкає 144 людей.

## Населення
За даними перепису 2001 року населення села становило 144 особи, з них 76,39 % зазначили рідною мову українську та 23,61 % — російську.